# مظفري (باتاوة)
مظفري (بالفارسية: مظفری) هي قرية تقع في إيران في قسم باتاوة الريفي. يقدر عدد سكانها بـ 84 نسمة بحسب إحصاء 2016.